# Frédéric Tranchand
Frédéric Tranchand (ur. 25 maja 1988) – francuski zawodnik biegający na orientację.
Pierwszy sukces na arenie międzynarodowej odniósł w 2010 roku podczas Mistrzostw Europy w Biegu na Orientację w Primorsku, gdzie w sztafecie wraz z Thierrym Gueorgiou i Philippe Adamskim zdobyli srebrny medal. W tym samym roku zajął także trzecie miejsce w sprincie podczas Mistrzostw Świata w Biegu na Orientację, które odbyły się w Trondheim.
Frédéric Tranchand trenuje we francuskim klubie OrientExpress 42 oraz szwedzkim klubie Sävedalens AIK.